# Mykola Koulich
Mykola Hourovytch Koulich (ukrainien : Микола Гурович Куліш ; russe : Николай Гуриевич Кулиш, Nikolaï Gourievitch Koulich), né le 19 décembre 1892 à Tchaplynka (Ukraine du Sud) et mort le 3 novembre 1937 dans le camp de travail pénitentiaire des îles Solovki, est un dramaturge et enseignant ukrainien, vétéran de la Première Guerre mondiale et de l'Armée rouge. Certaines de ses œuvres théâtrales annoncent le théâtre de l'absurde et mettent en scène la folie des hommes.

## Biographie
Mykola Koulich naît dans le village de Tchaplynka, qu'il appellera dans son œuvre Tchaplyn. Après la mort précoce de sa mère, il passe une partie de son enfance dans des orphelinats et des maisons de charité. Durant sa scolarité en Ukraine, il publie plusieurs versets et épigrammes dans des magazines étudiants, qui lui donnent une certaine notoriété parmi ses pairs. En 1913, pour la première fois, il écrit une pièce, À la pêche (russe : На рыбной ловле), qui deviendra plus tard la base d'une de ses comédies, Ainsi a péri Houska (russe : На рыбной ловле). Il doit gagner le Caucase pour poursuivre ses études jusqu'au baccalauréat.
À 22 ans, il entre au département de philologie de l'Université d'Odessa. Cependant, ce parcours scolaire est interrompu par la Première Guerre mondiale : Mykola Koulich est d'abord soldat dans un bataillon de réserve, puis, en 1914, il est envoyé à l'école de praporchtchiks (porte-drapeaux) d'Odessa. Il rejoint ensuite la ligne de front de 1915 à 1917. Il continue à écrire de courts poèmes et de petites pièces de théâtre, qui sont publiées dans des journaux militaires. En 1917, alors qu'il est devenu officier, il choisit de se rallier à la révolution de Février.
Après la révolution, l'Ukraine gagne temporairement son indépendance sous la forme d'une république parlementaire autonome, à la fois anti-tsariste et opposé aux bolchéviques, reconnue par la France et le Royaume-Uni ; mais l'année suivante, un coup d'État de l'aristocrate Pavlo Skoropadsky fait basculer le pays dans un régime autoritaire et conservateur, l'Hetmanat, soutenu par les Allemands. Durant cette période, Mykola Koulich est emprisonné cinq mois. Néanmoins, l'Helmanat s'effondre lorsque l'Allemagne perd la guerre fin 1918 ; le pouvoir passe au Directoire, qui restaure nominalement la république ukrainienne. Plusieurs forces armées se disputent alors le territoire ukrainien : l'armée de la république, les bolchéviques, les armées blanches, la Triple-Entente, la Pologne et l'armée de l'anarchiste Nestor Makhno. C'est dans ce contexte qu'en juillet 1919, Mykola Koulich met sur pied à Kherson un régiment de paysans intégré à l'Armée rouge. Ce régiment participe à la défense de Kherson et de Mykolaïv contre les armées blanches dirigées par Anton Dénikine. Par la suite, la guerre soviéto-polonaise de 1920 débouche sur le traité de Riga, signé en mars 1921 : la Galicie et une grande partie de la Volhynie reviennent à la Pologne, tandis que le reste du territoire ukrainien est incorporé à l'Union soviétique en tant que République socialiste soviétique d'Ukraine.
Après la démobilisation, Mykola Koulich enseigne dans plusieurs organismes d'instruction populaire et signe des articles dans des journaux. Il participe également à l'élaboration d'un alphabet ukrainien, dit Pervynka, et parcourt le sud de l'Ukraine durant la famine soviétique de 1921-1922 pour veiller au bon fonctionnement de plusieurs écoles et aider les populations qui souffrent de la faim. Par la suite, il est nommé inspecteur des écoles par le Commissariat à l'instruction publique.
En 1924, il écrit une pièce, 97, où il décrit la famine de 1921-1922 dans la région de Kherson. Avec une autre pièce, Commune dans les steppes (1925), ses œuvres sont mises en scène au théâtre de Kharkiv et lui apportent une certaine notoriété. En parallèle, il rejoint le cercle d'écrivains « Hart » d'Odessa, puis, en 1925, rejoint la rédaction d'un des journaux auxquels il avait collaborés à Zinovievsk (actuelle Kropyvnytskyï). La même année, il déménage à Kharkiv, où il côtoie des écrivains et poètes ukrainiens tels que Mykola Khvyliovy, Ostap Vychnia, Iouri Ianovski (ru) ou Volodymyr Sossioura. Il intègre l'académie littéraire VAPLITE (Vilna Akademia Proletarskoï literatoury, ou « Académie libre de littérature prolétarienne »), fondée par Mykola Khvyliovy et active de 1926 et 1928, qui compte parmi ses membres Hryhorii Epik, Pavlo Tytchyna, Mykola Bajan, Petro Pantch (en), Mykhaïlo Ialovy (en) ou encore Maïk Johansen. Il travaille aussi avec le théâtre Berezil, dirigé par Les Kourbas. Il se consacre dès lors à son activité littéraire.
Au fil des années, il adopte néanmoins un ton de plus en plus critique vis-à-vis du régime soviétique, ce qui l'amène à quitter sa ville de Kharkiv. Témoin de la grande famine de 1932-1933 en Ukraine, le Holodomor, il prend ses distances avec les autorités communistes et exprime sa déception vis-à-vis de l'URSS. Ses œuvres sont dès lors considérées comme antisoviétiques, et lors du premier congrès des écrivains soviétiques, qui se tient du 17 août au 1er septembre 1934, il est taxé de « dramaturge nationaliste bourgeois ». Au mois de décembre suivant, il est arrêté par des agents du NKVD : il reste un an sans ressources sous la surveillance de cette police politique, puis est condamné à dix ans de travaux forcés dans un camp du goulag. Après quelques années de survie, il écrit une dernière lettre à son épouse le 15 juin 1937, puis meurt le 3 novembre 1937 au camp de Solovki, fusillé en même temps que Les Kourbas sur ordre d'un capitaine du NKVD de Leningrad.
Son nom a été donné au centre régional de théâtre et de musique de Kherson.

## Principales œuvres
- 97, 1924 : cette première œuvre dramatique raconte l'histoire de la famine de 1921-1922. Écrite dans un style naturaliste, la pièce est jouée à Moscou en 1926, mais malgré le bon accueil du public et de la presse officielle, l'auteur se voir reprocher son « manque de maîtrise idéologique ». Quelques scènes et répliques se caractérisent déjà par l'absurdité des situations, par exemple lorsqu'une lettre venue du district et adressé au responsable local du comité révolutionnaire est lue à celui-ci bien qu'il soit mort. Par la suite, malgré l'opposition de Mykola Koulich, la fin de la pièce est remaniée, pour se terminer de façon plus positive[7].
- Ainsi a péri Houska, 1925 : farce tragi-comique reprenant le thème d'une œuvre de jeunesse écrite en russe en 1913. Initialement considérée comme anti-bourgeoise, car elle met en scène avec ironie une famille bourgeoise passéiste, elle est finalement interdite par la censure dans le début des années 1930. Elle se termine par une scène absurde, le père de famille prenant deux pêcheurs pour des agents de la Tchéka, leur avouant ses mauvaises pensées et pleurant de façon dérisoire[7].
- La commune dans les steppes, 1926 : cette œuvre, une des toutes premières, est écrite dans un style naturaliste et met en scène une lutte des classes au sein de la paysannerie[8].
- Khoulyï Khouryna, 1926 : l'auteur s'y moque de la police, des bureaucrates, des affairistes et des lèche-bottes. Traduite en russe et présentée au Théâtre de la Satire à Moscou, elle reste interdite de représentation en Ukraine bien qu'elle y ait été publiée[9].
- La Nielle (Zoná) : cette pièce aborde le thème des purges au sein du parti[10].
- Un trou de province (Zakout) : cette pièce reprend en partie le thème de la pièce précédente, en introduisant en plus un triangle amoureux impliquant une femme, son amant et son mari, ce qui permet de la qualifier de tragédie des mœurs. Certains critiques se sont demandé contre qui la satire était dirigée. Elle fut interdite de représentation[11].
- Les gens de Malachie (Narodny Malakhyï), 1927 : considérée comme un événement dans l'histoire du théâtre ukrainien, cette pièce passe constamment du tragique au comique avec des dialogues parfois dénués de sens, annonçant le théâtre de l'absurde. Elle est construite autour du personnage d'un modeste facteur, très perturbé par les événements, qui mélange les livres bolchéviques et la Bible et veut transformer la société. La pièce provoque de nombreuses polémiques, se prêtant à bien des interprétations, pour finalement être qualifiée d'antisoviétique et de nationaliste[12].
- Myna Mazaïlo, 1929 : satire mettant en scène un employé ukrainien qui, désireux de gravir les échelons du parti communiste et ne supportant plus l'idée d'appartenir à un peuple qu'il pense inférieur, prend des cours de maintien et de prononciation russe. La pièce connaît un énorme succès mais est retirée du répertoire en 1930 pour « nationalisme »[13].
- Sonate pathétique, 1929 : drame lyrique et musical sur la guerre civile, de 1917 à 1920. La pièce est jouée avec succès au Théâtre de Chambre de Moscou, mais fut interdite en Ukraine[14].
- Maklena Grassa, 1932 : tragi-comédie jouée durant sept représentations par la troupe du théâtre Berezil, puis interdite[14].